# Eenzaamheid

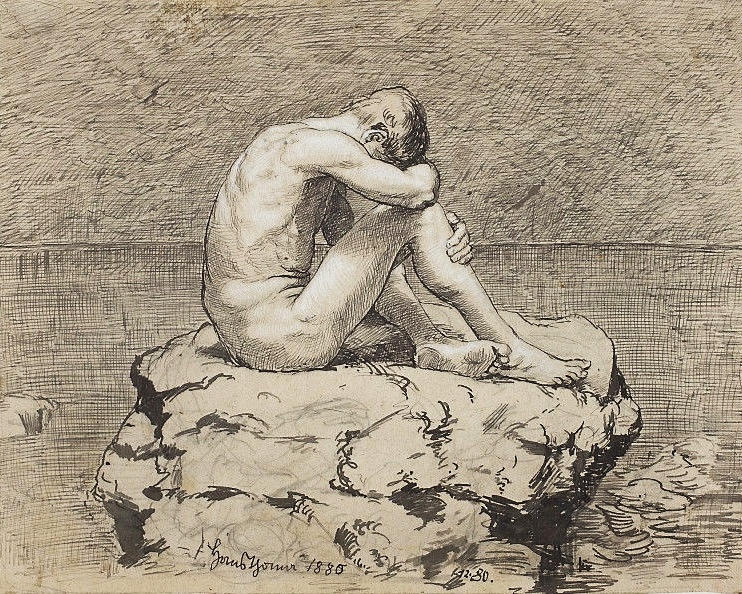
Eenzaamheid van Hans Thoma in het Nationaal Museum in Warschau

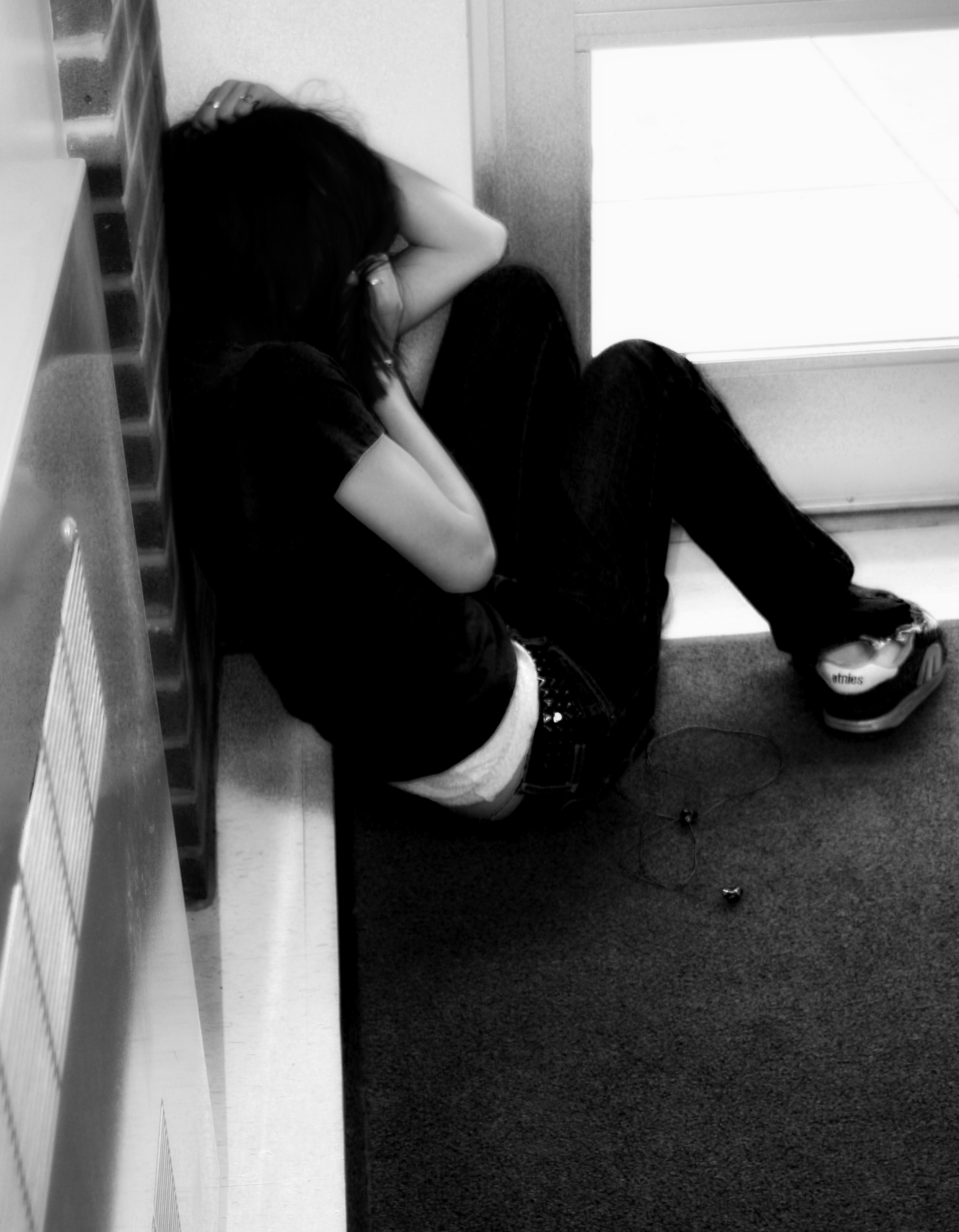
Afgekeerd van de omgeving

Eenzaamheid is het gevoel alleen te zijn, van geïsoleerd te zijn van 'de anderen'. Onderzoekers omschrijven eenzaamheid als het ervaren verschil tussen gewenste en aanwezige contacten. Op deze definitie van socioloog Jenny de Jong Gierveld is veel onderzoek naar het vóórkomen van eenzaamheid gebaseerd. In Nederland wordt deze definitie al jarenlang als grondslag gebruikt voor het meten van de mate van eenzaamheid in de bevolking, de zg. prevalentie. Wereldwijd zijn veel verschillende definities van eenzaamheid in omloop. Zo zijn er landen waarin eenzaamheid (een emotie) gelijkgesteld wordt aan sociaal isolement (een situatie), of aan ervaren sociaal isolement.

## Beschrijving
Eenzaamheid is iets anders dan sociaal isolement. Eenzaamheid is een emotie, sociaal isolement een situatie. Anders gezegd: er is wezenlijk verschil tussen alleen zijn, en je eenzaam voelen. Alleen zijn kan een heerlijke ervaring zijn, je eenzaam voelen is dat per definitie niet. 
Uit neuropsychologisch onderzoek naar eenzaamheid is duidelijk dat bij eenzaamheid hetzelfde hersengebied geactiveerd is als wanneer men fysieke pijn voelt.
Blijkbaar gaat het niet zozeer om een wens tot het hebben van contacten, als wel om een basale behoefte aan verbondenheid. Vandaar de definitie van Rijks (2014): eenzaamheid is het fysiek ervaren van een gebrek aan verbondenheid met anderen.
Mensen die eenzaamheid beschrijven noemen het wel een gevoel van verdriet, innerlijke pijn, of van leegte. Veel mensen die eenzaamheid ervaren hebben dat de eerste keer ondervonden doordat ze gescheiden werden van hun ouders of verzorgers. Het gevoel van machteloosheid dat daarbij optrad blijft gekoppeld aan het gevoel van eenzaamheid. Dat maakt dat eenzaamheid hardnekkig is: mensen voelen zich (ten onrechte) niet bij machte hun situatie en hun emoties te veranderen. Het kan ertoe leiden dat iemand het leven zo inricht, dat die gevoelens worden vermeden, door het vermijden van contacten met anderen. Contact maken is dan zeer bedreigend, en hier moet dan ook de oplossing voor eenzaamheid niet worden gezocht.

### Oorzaken
Verstoringen in het levenspatroon vormen vaak de aanleiding tot het ervaren van eenzaamheid. Omstandigheden als het moeten wennen in een nieuwe baan, beëindigen van een relatie, het krijgen van een kind, het verhuizen van familieleden of vrienden, of het overlijden van naasten, maar ook kleine verstoringen kunnen tot gevoelens van eenzaamheid leiden. Ook verstoring van het levenspatroon op jonge leeftijd, bijvoorbeeld door ziekenhuisopname of afwezige en ontoereikende ouders, hoort hiertoe. Wie er niet in slaagt na een verstoring weer een bevredigend levenspatroon op te bouwen kan hardnekkige gevoelens van eenzaamheid houden. Als dat gevoel al op jonge leeftijd is ontstaan kan men, lang niet altijd terecht, denken dat 'eenzaam zijn' een vast bestanddeel vormt van iemands persoonlijkheid.
Niet alleen het verlies of veranderen van een bestaande relatie, ook het niet hebben van een intieme relatie zoals een boezemvriend of levenspartner kan leiden tot klachten die samenhangen met eenzaamheid.

### Soorten
Er wordt vaak onderscheid gemaakt tussen twee soorten eenzaamheid:
- Sociale eenzaamheid: het gemis van sociale contacten zoals vrienden, collega's, kennissen enzovoorts.
- Emotionele eenzaamheid: het gemis van een intieme relatie zoals een boezemvriend of levenspartner.

Dit onderscheid werd geponeerd door Weiss (1973). Hij was een van de eerste moderne wetenschappers die over eenzaamheid publiceerden. Toch is dit niet het enige onderscheid. Eerder werd in literatuur vaker gesproken van existentiële eenzaamheid, zo is er in werk van Tillich al sprake van; Moustakas beschreef dit uitgebreid in zijn boek Loneliness. Er wordt nog veel meer onderscheid gemaakt tussen 'soorten' eenzaamheid, waarbij de indeling afhangt van je gezichtspunt. Eenzaamheid valt onder meer in te delen naar ernst, naar duur, naar oorzaak. Zo wordt er onder meer gesproken over existentiële eenzaamheid, voorbijgaande eenzaamheid, culturele eenzaamheid, chronische eenzaamheid, genetische eenzaamheid. 
Afhankelijk van de achtergrond van degene die eenzaamheid beschouwt is de indeling anders. Zo zijn psychologen bijvoorbeeld geneigd eenzaamheid als een individueel probleem te zien, terwijl sociologen het eerder als een maatschappelijke probleem zien.

### Gevolgen
Langdurige eenzaamheid, kan verschillende gevolgen hebben zoals:
- Verminderd afweersysteem
- Depressie
- Toename van woede en agressie zonder dat daar aanleiding voor is.
- Angstgerelateerde klachten zoals een paniekstoornis of obsessieve-compulsieve stoornis.

## Functie

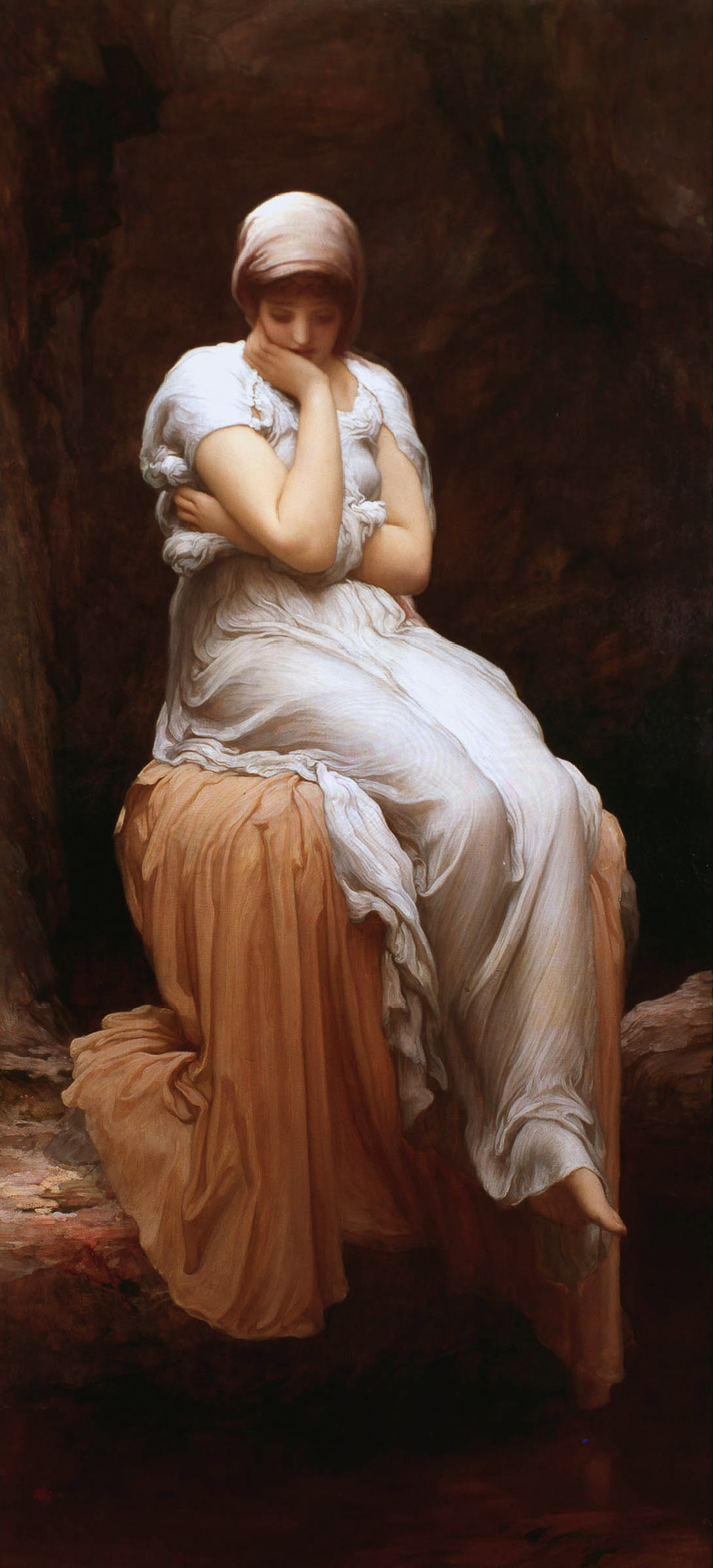
Solitude door Frederic Leighton

Gevoelens van eenzaamheid zijn, net als pijn, een signaal dat er iets niet in orde is. Bij eenzaamheid gaat het om de ervaring van alleen zijn, een gevaarlijke situatie voor een mens. Het is een signaal om op zoek te gaan naar 'de anderen', om minder alleen te staan in het leven. 'De anderen' zijn degenen bij wie men zich thuis zou kunnen voelen, door wie men zich geaccepteerd en gewaardeerd voelt. Ieder mens leert in de vroege jeugd ervaren wat eenzaamheid is. Als dat ervaren niet goed verloopt, bijvoorbeeld door een verstoring in de jeugd, kan een levenslang zoeken naar het vermijden van eenzaamheid het gevolg zijn. Elke verstoring van de vaste patronen in de leefsituatie kan dan aanleiding zijn tot lastig te verwerken gevoelens van eenzaamheid.

## Voorkomen
Wie last heeft van eenzaamheid hoeft zeker niet geïsoleerd te zijn. Eenzaamheid is een gevoel, geen situatie. Alleen zijn hoeft niet te betekenen dat men zich alleen voelt. Uit onderzoek blijkt dat eenzaamheid in Nederland de afgelopen dertig jaar (zeer) licht is afgenomen. Dat lijkt positief, maar het aantal van anderhalf miljoen mensen in Nederland dat zich ernstig eenzaam voelt, is nog steeds enorm. Het verschijnsel dat mensen alleen zijn en zich alleen voelen, lijkt in de westerse geïndividualiseerde maatschappij toe te zullen nemen, gezien de groei van het aantal alleenstaanden. Het komt onder mensen van alle leeftijden voor. In Nederland zou 4 tot 22% van de bevolking geregeld of vaak last hebben van eenzaamheid (1997). In 2012 gaf bijna 40 procent van de bevolking van 19 jaar en ouder aan eenzaam te zijn. Ruim 8 procent voelt zich sterk eenzaam (Gezondheidsmonitor 2012 van GGD's, CBS en RIVM).
Tal van factoren, zoals lichamelijke gezondheid, sociale vaardigheden en competenties, de leefsituatie, leefomgeving, levensgebeurtenissen, persoonlijkheidsfactoren en het sociaal netwerk beïnvloeden gevoelens van eenzaamheid. Dit in direct verband met de inhoud van relaties die men heeft en die men zich zou wensen. Wanneer hierin geen evenwicht is, kan eenzaamheid ontstaan.
Bij mensen met een verminderd aanpassingsvermogen en minder goed ontwikkelde sociale vaardigheden, zoals bv. mensen met een vorm van autisme, komt eenzaamheid (gemiddeld genomen) vaker voor. Bij mensen met het syndroom van Asperger kan de eenzaamheid soms zeer gecamoufleerd zijn: de persoon komt sociaal en aangepast over, waardoor niemand snel zal denken dat de persoon zeer geïsoleerd leeft.

## Behandeling en omgang

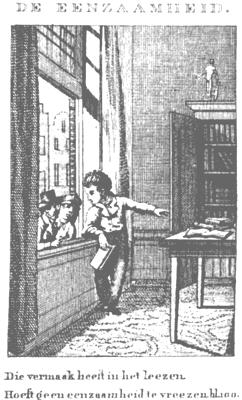
...Die vermaak heeft in het leezen
Hoeft geen eenzaamheid te vreezen...
(uit: Kleine gedichten voor Kinderen van Hieronymus van Alphen)

Langdurige eenzaamheid is ongezond. Aangetoond is dat mensen die last hebben van eenzaamheid een verminderde afweer hebben. Eenzaamheid wordt in verband gebracht met verschillende ziektebeelden, waarvan depressie het opvallendste is.
Hulp in de vorm van uitjes en afleiding blijkt niet effectief. Dat geldt overigens voor de meeste van de geboden hulp bij eenzaamheid. Dit blijkt onder meer uit onderzoek uit 2007 (Fokkema en Van Tilburg). Uit Amerikaans onderzoek blijkt dat hulp bij het verminderen van gevoelens van eenzaamheid vrijwel alleen zinvol is als mensen leren zichzelf en anderen anders te zien.
Vooral doordat veel mensen zelf het idee hebben machteloos te zijn, is het soms lastig om iets aan eenzaamheid te doen. Erkennen dat het probleem bestaat is voor het individu noodzakelijk voor een succesvolle beïnvloeding. Een volgende stap om meer deel te nemen aan de samenleving is het deelnemen aan bepaalde activiteiten. Het is echter niet zo dat deelnemen aan sociale activiteiten altijd de oplossing kan bieden voor eenzaamheid. In dit verband is het noodzaak onderscheid te maken tussen sociaal isolement (een situatie) en eenzaamheid (een basisgevoel). Uit een sociaal isolement komen kan door in contact te komen met anderen. De aanpak van eenzaamheid vraagt altijd om een individuele aanpak, standaard oplossingen zijn er niet. Soms is het contact leggen met anderen juist niet aangewezen.
Hulpverleners proberen soms door het afleggen van huisbezoeken en het laten invullen van vragenlijsten te achterhalen hoe eenzaamheid is ontstaan en wat er als oplossing aan kan worden gedaan. Deze vragenlijsten worden onder andere gebruikt door mensen van de thuiszorg. Een van de effecten hiervan is een grotere bewustwording van de eigen situatie. Dit blijkt te leiden tot een groter ervaren van eenzaamheid, vooral als geen goede hulp voorhanden is.
Het deelnemen aan speeddate-evenementen, inschrijven op een datingsite en soortgelijke activiteiten kunnen ingezet worden om emotionele eenzaamheid te 'bestrijden'. Ook het ondernemen van (sociale) activiteiten in het algemeen van dagjes uit tot hobby's verminderen gevoelens van eenzaamheid.

## Organisaties

### Nederland
Het Nationaal Ouderenfonds stimuleert ouderen op diverse manieren om deel te blijven nemen aan de samenleving. Zo worden er dagactiviteiten georganiseerd waarbij ouderen worden opgehaald en later op de dag weer teruggebracht. Een 'BoodschappenPlusBus' wordt op sommige plaatsen ingezet om te helpen bij boodschappen doen en voor uitjes, naar voorbeeld van de stichting Boodschappen Begeleidingsdienst (BBD) te Den Haag.
Verder zijn er tal van regionale kleinschalige initiatieven om eenzaamheid te verlichten. Deze zijn over het algemeen gericht op ouderen en op het verminderen van sociaal isolement. De effectiviteit van deze interventies is volgens onderzoek lang niet vanzelfsprekend.